# Walter Kräuchi
Walter Kräuchi (* 5. Juni 1913 in Subingen; † 3. Juni 1996 in Olten) war ein Schweizer Politiker (SP).
Kräuchi war von 1943 bis 1946 Zürcher SP-Kantonsrat und von 1946 bis 1948 kantonaler Gewerkschaftssekretär in Solothurn. Von 1948 bis 1973 war Kräuchi Chefredaktor der Zeitung Das Volk, dem Vorläufer des Solothurner AZ. Von 1953 bis 1957 war er Gemeinderat von Olten und von 1949 bis 1953 sowie von 1961 bis 1973 Solothurner Kantonsrat, und im Jahr 1970 dessen Präsident. Acht Jahre lang war er auch Präsident der Sozialdemokratischen Partei Olten.